# Miye Oni
Olumiye "Miye" Oni, né le 4 août 1997 à Los Angeles en Californie, est un joueur de basket-ball américano-nigérian évoluant aux postes d'arrière et ailier. Il mesure 1,94 m.

## Biographie

### Jazz de l'Utah (2019-2022)
Miye Oni est drafté au second tour en 58e position de la draft 2019 de la NBA par les Warriors de Golden State avant que ses droits ne soient transférés au Jazz de l'Utah.
Le 15 juillet 2019, il s'engage avec le Jazz de l'Utah.
Le 4 janvier 2022, Miye Oni est transféré vers le Thunder d'Oklahoma City puis il est coupé.
En février 2022, il s'engage pour 10 jours en faveur des Pelicans de La Nouvelle-Orléans mais n'y jouera pas.

## Statistiques

### Universitaires
| Saison    | Équipe   | Matchs | Titul. | Min./m | % Tir | % 3pts | % LF | Rbds/m. | Pass/m. | Int/m. | Ctr/m. | Pts/m. |
| --------- | -------- | ------ | ------ | ------ | ----- | ------ | ---- | ------- | ------- | ------ | ------ | ------ |
| 2016-2017 | Yale     | 29     | 28     | 31,2   | 44,1  | 39,6   | 78,4 | 6,30    | 2,70    | 0,70   | 1,10   | 12,90  |
| 2017-2018 | Yale     | 29     | 26     | 32,8   | 40,5  | 31,0   | 75,0 | 6,00    | 3,60    | 0,90   | 0,80   | 15,10  |
| 2018-2019 | Yale     | 29     | 28     | 31,0   | 44,1  | 37,1   | 79,3 | 6,30    | 3,60    | 0,90   | 1,30   | 17,10  |
| Carrière  | Carrière | 87     | 82     | 31,7   | 42,8  | 35,6   | 77,7 | 6,20    | 3,30    | 0,90   | 1,00   | 15,00  |

### Professionnelles

#### Saison régulière
| Saison    | Équipe   | Matchs | Titul. | Min./m | % Tir | % 3pts | % LF | Rbds/m. | Pass/m. | Int/m. | Ctr/m. | Pts/m. |
| --------- | -------- | ------ | ------ | ------ | ----- | ------ | ---- | ------- | ------- | ------ | ------ | ------ |
| 2019-2020 | Utah     | 10     | 1      | 10,9   | 37,5  | 36,8   | 80,0 | 1,70    | 0,40    | 0,40   | 0,20   | 3,50   |
| 2020-2021 | Utah     | 54     | 0      | 9,6    | 35,4  | 34,1   | 83,3 | 1,60    | 0,50    | 0,20   | 0,10   | 1,90   |
| Carrière  | Carrière | 64     | 1      | 9,8    | 35,9  | 34,6   | 81,8 | 1,60    | 0,50    | 0,20   | 0,20   | 2,20   |

#### Playoffs
| Saison   | Équipe   | Matchs | Titul. | Min./m | % Tir | % 3pts | % LF | Rbds/m. | Pass/m. | Int/m. | Ctr/m. | Pts/m. |
| -------- | -------- | ------ | ------ | ------ | ----- | ------ | ---- | ------- | ------- | ------ | ------ | ------ |
| 2020     | Utah     | 2      | 0      | 7,0    | 50,0  | 25,0   | —    | 2,00    | 0,00    | 0,50   | 0,50   | 3,50   |
| 2021     | Utah     | 8      | 0      | 5,1    | 00,0  | 00,0   | —    | 0,40    | 0,00    | 0,10   | 0,00   | 0,00   |
| Carrière | Carrière | 10     | 0      | 5,5    | 27,3  | 11,1   | —    | 0,70    | 0,00    | 0,20   | 0,10   | 0,70   |